# 苫小牧民報
苫小牧民報（とまこまいみんぽう）は、株式会社苫小牧民報社が発行する、北海道苫小牧市やその周辺を対象地域とする夕刊専売の新聞（地方紙）。
1950年1月15日に創刊。発行部数は40,600部（2022年6月時点）であり、苫小牧市内に限っては北海道新聞を上回るシェアを持つ。

## 概要
北海道苫小牧市を中心とした東胆振地域の住民からは「民報」「民報さん」「苫民さん」の名称で親しまれている。ブロック紙や全国紙では地元行事が紙面面積の都合上わずかしか扱えないが、地元紙の強みを生かし、保育園の行事から地元経営者のちょっとした良い話、まちの事件・事故まで、地域の話題やトピックをきめ細やく報道している。そのため、「地元情報は（夕刊の）民報、全道（全国）情報は他紙（の朝刊）」と併読するケースも多いが、現状では単独の購読者が多い。
最大印刷ページ数は24ページ。このうち、カラー印刷は最大12ページ。2008年（平成20年）元旦特別号は7部建て、総ページ数は88ページだった。2010年（平成22年）12月31日付で紙齢2万号となった。

## 本社・支社
- 苫小牧本社
  - 北海道苫小牧市若草町3丁目1-8[2]
- 支社
  - 東京、札幌[2]
- 支局
  - 千歳、白老、胆振東部（厚真）[2]
- グループ企業[3]
  - ㈱とまみんサービス
- かつて存在したグループ企業
  - とまみん観光（株）、（株）とまみんアドバンス、（株）とまみん印刷センター

## 沿革
- 1950年1月15日 苫小牧市大町で南北海新聞社として発足し、日刊紙「南北海」が創刊[1]。
- 1951年
  - 9月 「苫小牧民報」に題号変更[1]。
  - 11月 東京支社開設。
- 1952年1月 社名を株式会社苫小牧民報社に改称。
- 1953年10月 本社を苫小牧市東町（現在の若草町）に移転。
- 1957年1月 夕刊紙へ移行。
- 1963年7月20日 千歳支社を開設、新たに「千歳民報」を創刊[1]。
- 1964年
  - 6月 札幌支社開設、時事通信社に加盟[1]。
  - 11月 日本新聞協会に加盟[1]。
- 1966年8月 恵庭支局開設。
- 1971年12月 静内支局開設。
- 1977年11月 白老支局開設。
- 1987年6月 胆振東部支局開設。
- 1989年4月 千歳支社を千歳本社に機構改革。
- 1994年7月 新印刷工場・苫民プレスセンターが新開町に完成。
- 1996年4月 公式ウェブサイトを開設。
- 1998年2月 総合デジタル編集システムTOPs稼働。
- 2004年7月 苫民プレスセンター完成。
- 2007年9月 苫小牧民報社ANNEX完成。
- 2009年10月 題字デザインを横組みに変更。
- 2010年9月 ユニバーサルデザイン文字を採用。
- 2013年7月 携帯電話・スマートフォン公式サイト「モバみん」開設。
- 2014年4月 白老支局移転。
- 2015年7月 号外発行車両「タイムズ号」稼働。
- 2017年10月 新聞製作システム（編集・広告）更新。
- 2020年
  - 2月 千歳民報が休刊。千歳本社を千歳支局に降格し、恵庭支局は廃止。
  - 10月 毎日新聞北海道センターに印刷委託[4]、自社印刷から撤退。
- 2021年11月 文化通信社主催の第1回ふるさと新聞アワードで、3月27日付け一面トップ記事が初代グランプリ[5][6]。
- 2022年8月 とまみん観光株式会社を解散
- 2022年9月 閉鎖された苫民プレスセンター跡地再開発として建設した商業施設にユニクロ苫小牧店が入居し開店[7]。
- 2022年9月 株式会社とまみんアドバンスの業務を停止し、苫小牧民報社営業局に引き継ぎ

## 不祥事
- 2022年1月25日 - 静岡県警察は苫小牧民報社員を北海道迷惑防止条例違反（盗撮）の疑いで逮捕した[8]。